# The Apprenticeship of Duddy Kravitz
The Apprenticeship of Duddy Kravitz (bra: O Grande Vigarista) é um filme de drama do Canadá de 1974, realizado por Ted Kotcheff.

## Resumo
Mordechai Richler é um jovem judeu ambicioso do gueto de Montreal, nos anos quarenta, que está decidido chegar ao topo sem se importar de todos os corações partidos que vai deixando para trás.

## Elenco
- Richard Dreyfuss
- Micheline Lanctot
- Jack Warden
- Randy Quaid
- Joseph Wiseman
- Denholm Elliott
- Joe Silver